# Острів Тумський (Вроцлав)

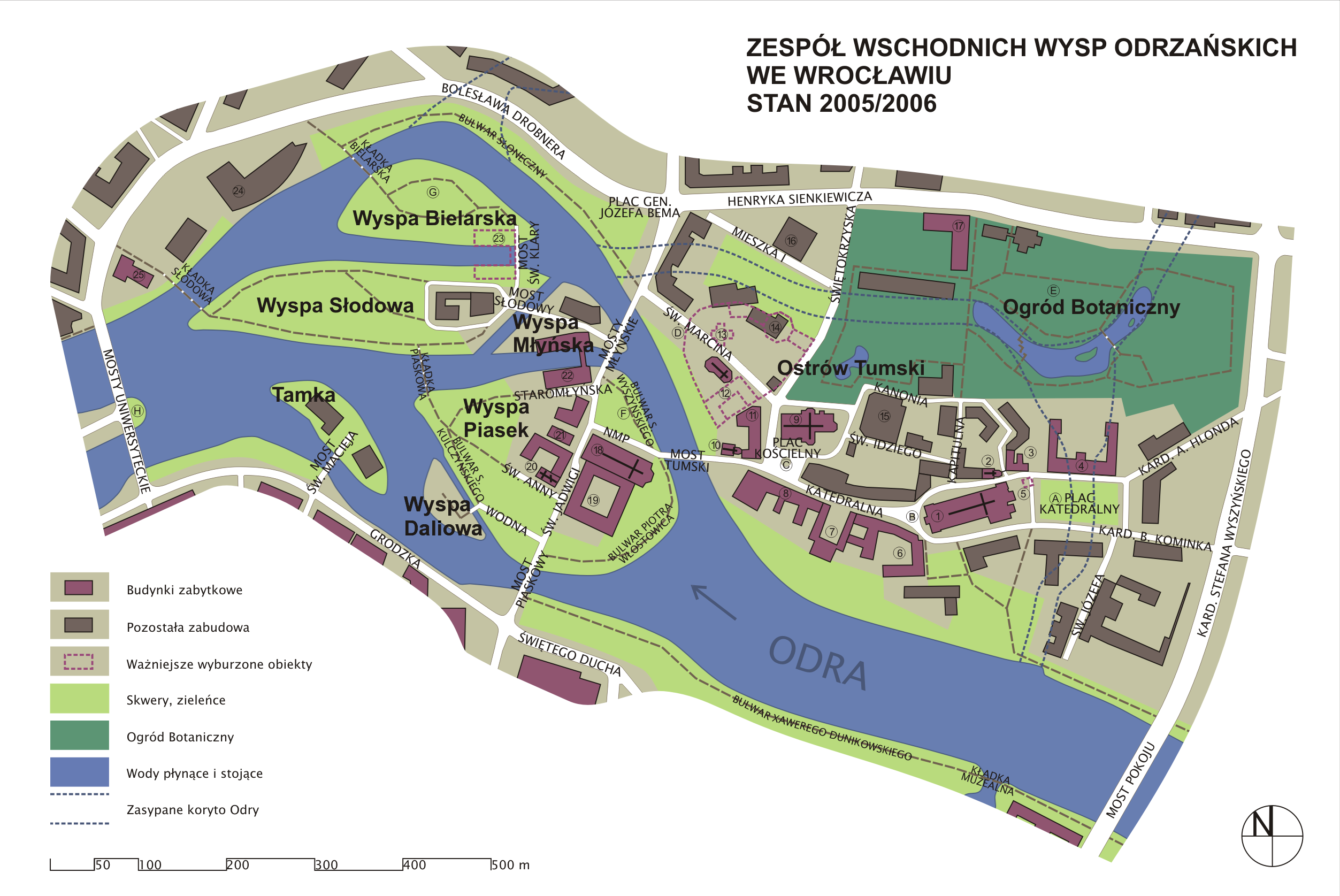
Острови у Вроцлаві, з колишнім Островом Тумським праворуч

Острів Тумський (Острув, Соборний Острів, нім. Dominsel) — найстаріша частина міста Вроцлав у південно-західній Польщі. Раніше це був острів (старопольською мовою ostrów) між рукавами річки Одер.
У 1503—1538 роках Микола Коперник був каноніком колегіального капітула Чесного Хреста на Оструві Тумському.
У 1766 році в Оструві Тумському Джакомо Казанова жив у будинку отця Бастіані.

## Галерея

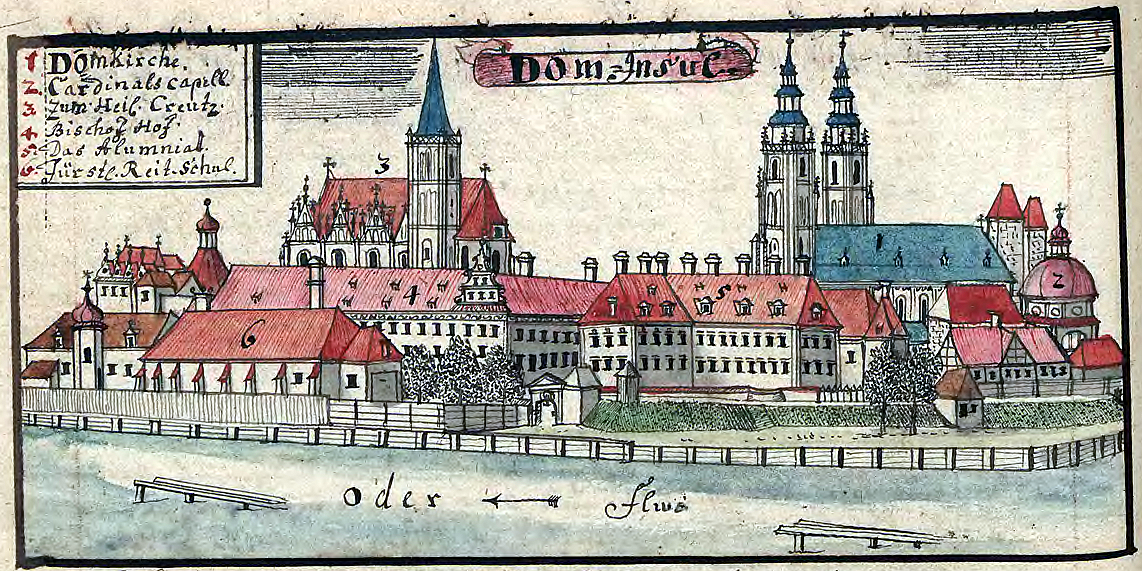
Острув Тумський у 18 столітті (Фрідріх Бернхард Вернер)
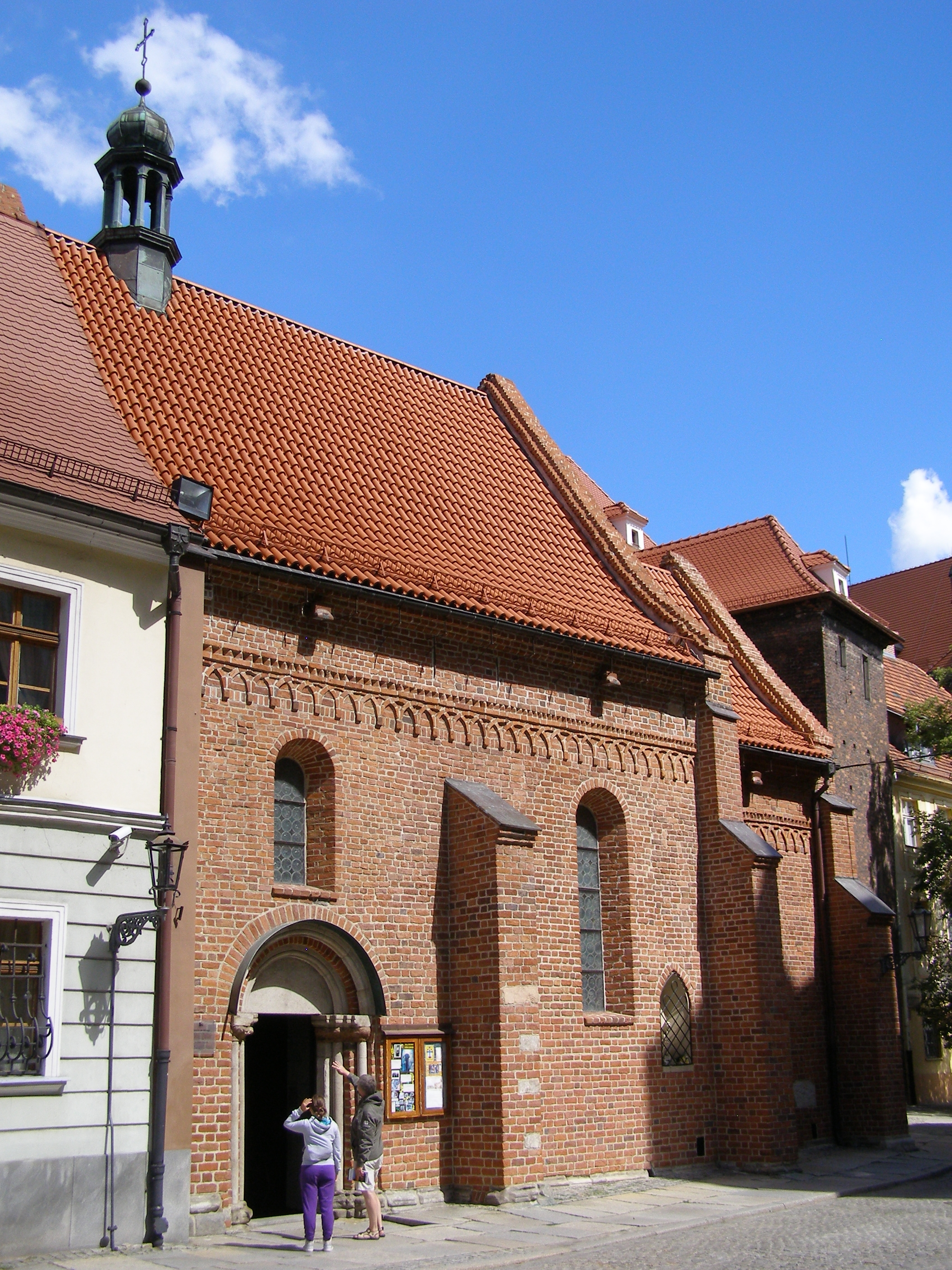
Церква побудована в 1220-х роках
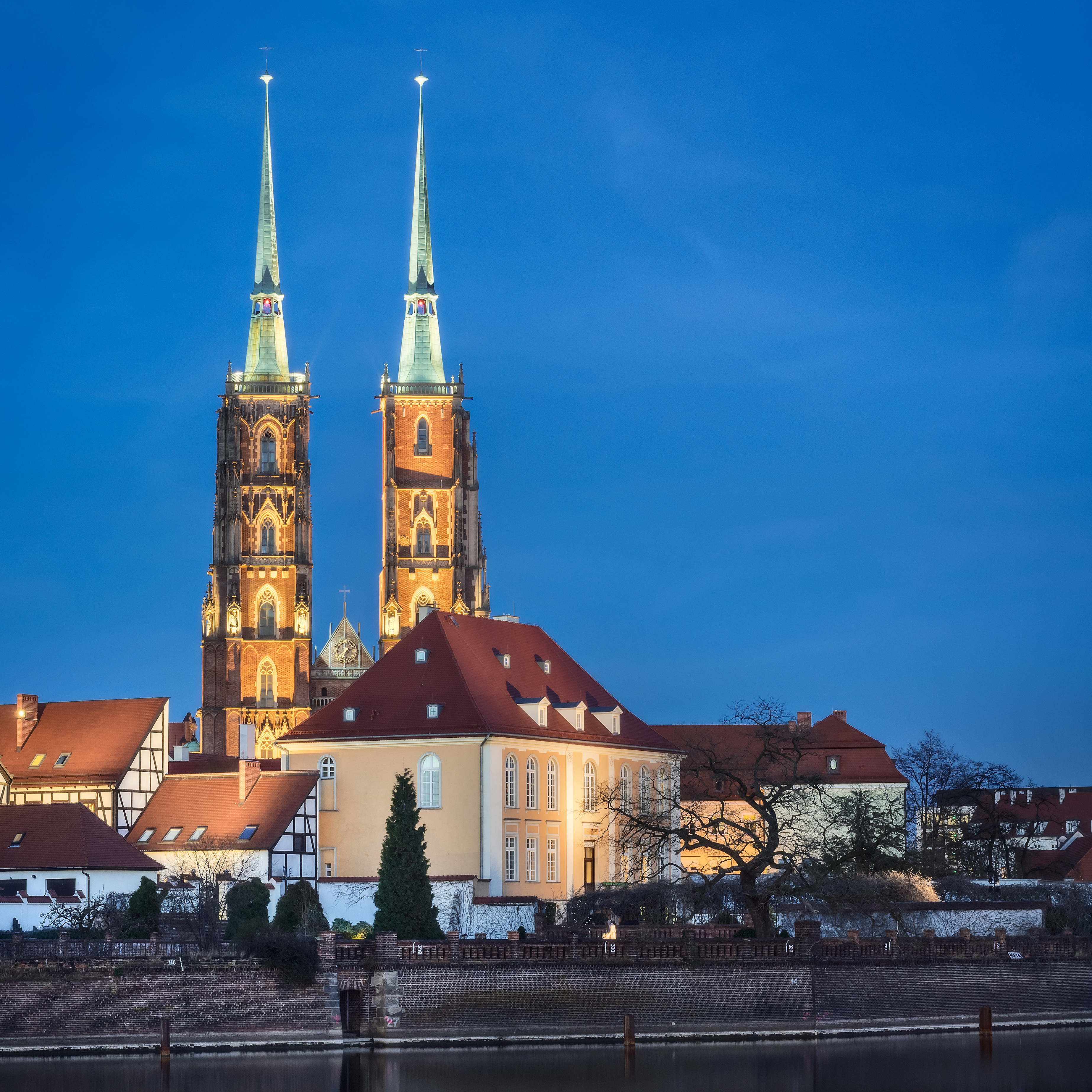
Вроцлавський собор
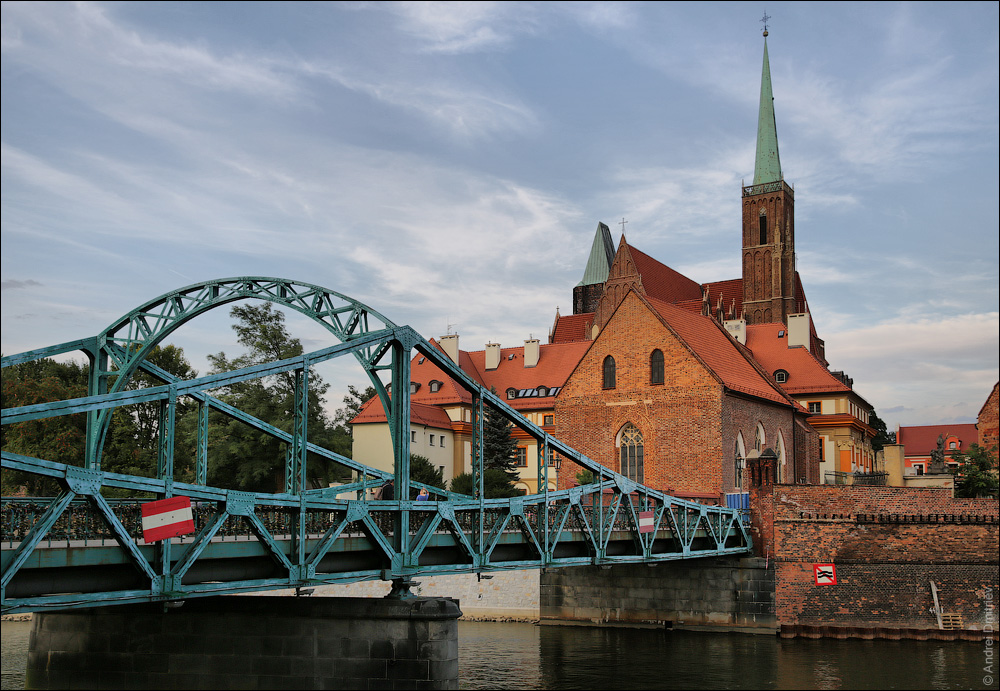
Тумський міст
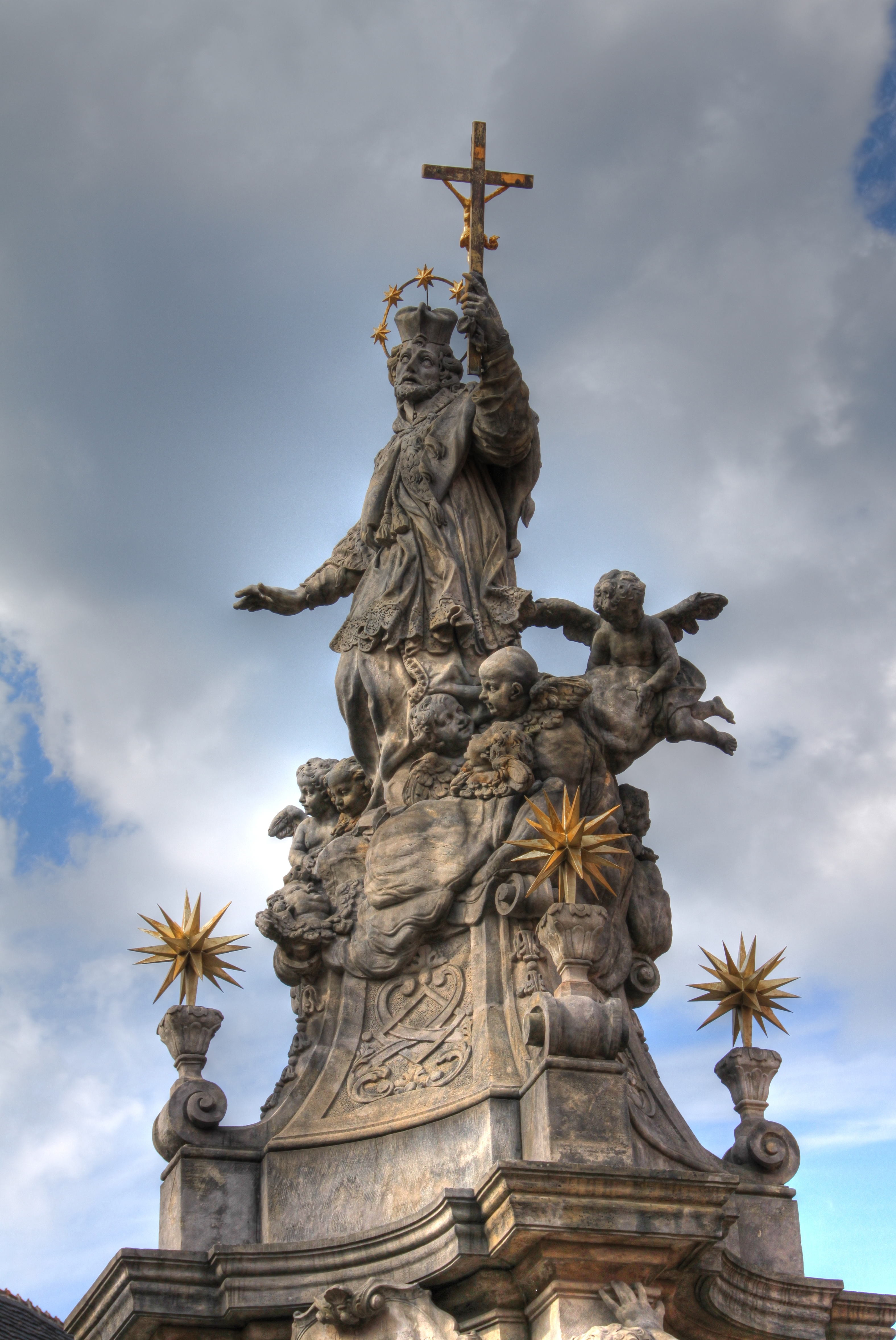
Пам'ятник Іоанну Непомуку
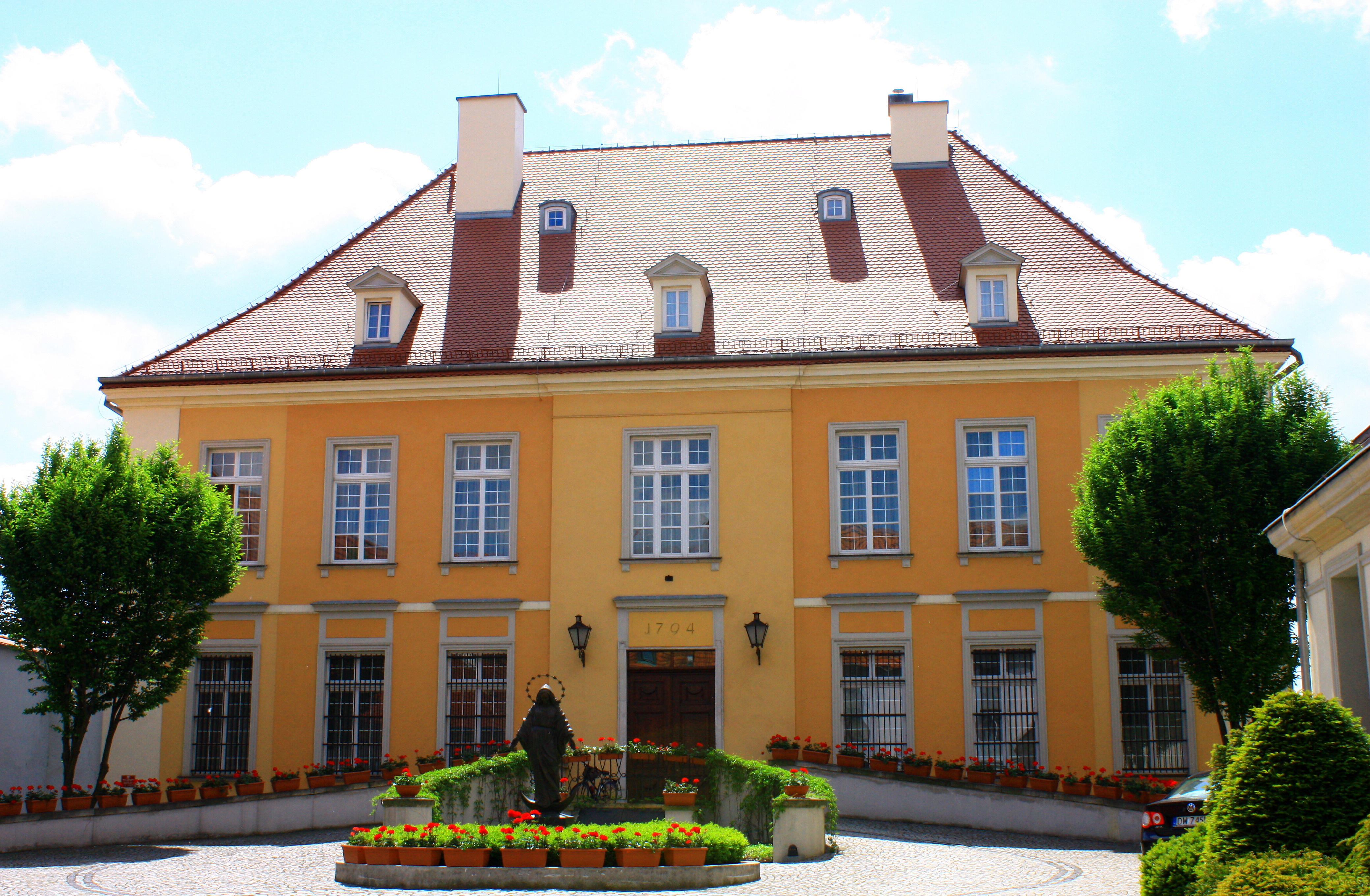
Архієпископський палац
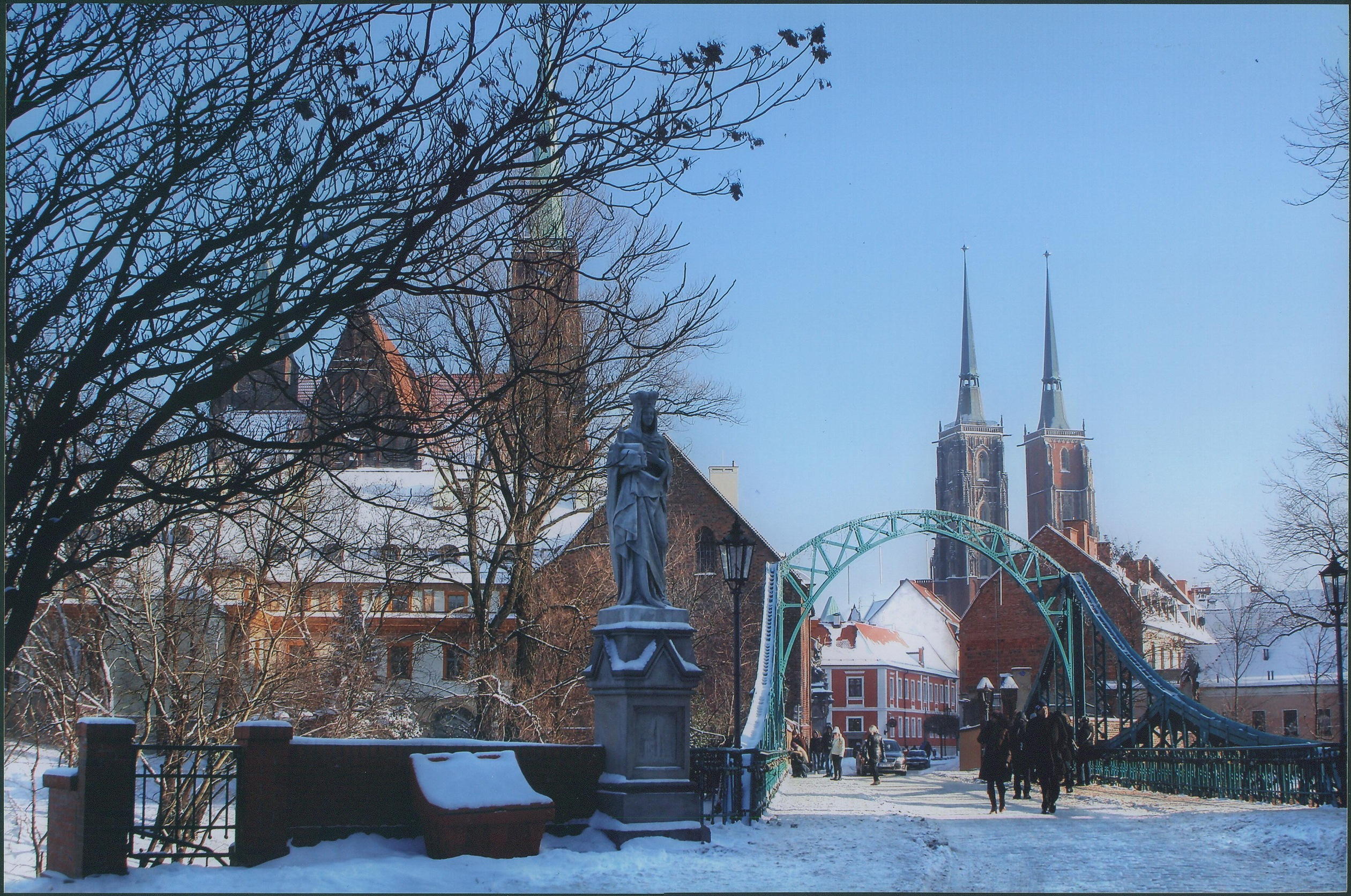
Вид на Острув Тумський з острова Пясек
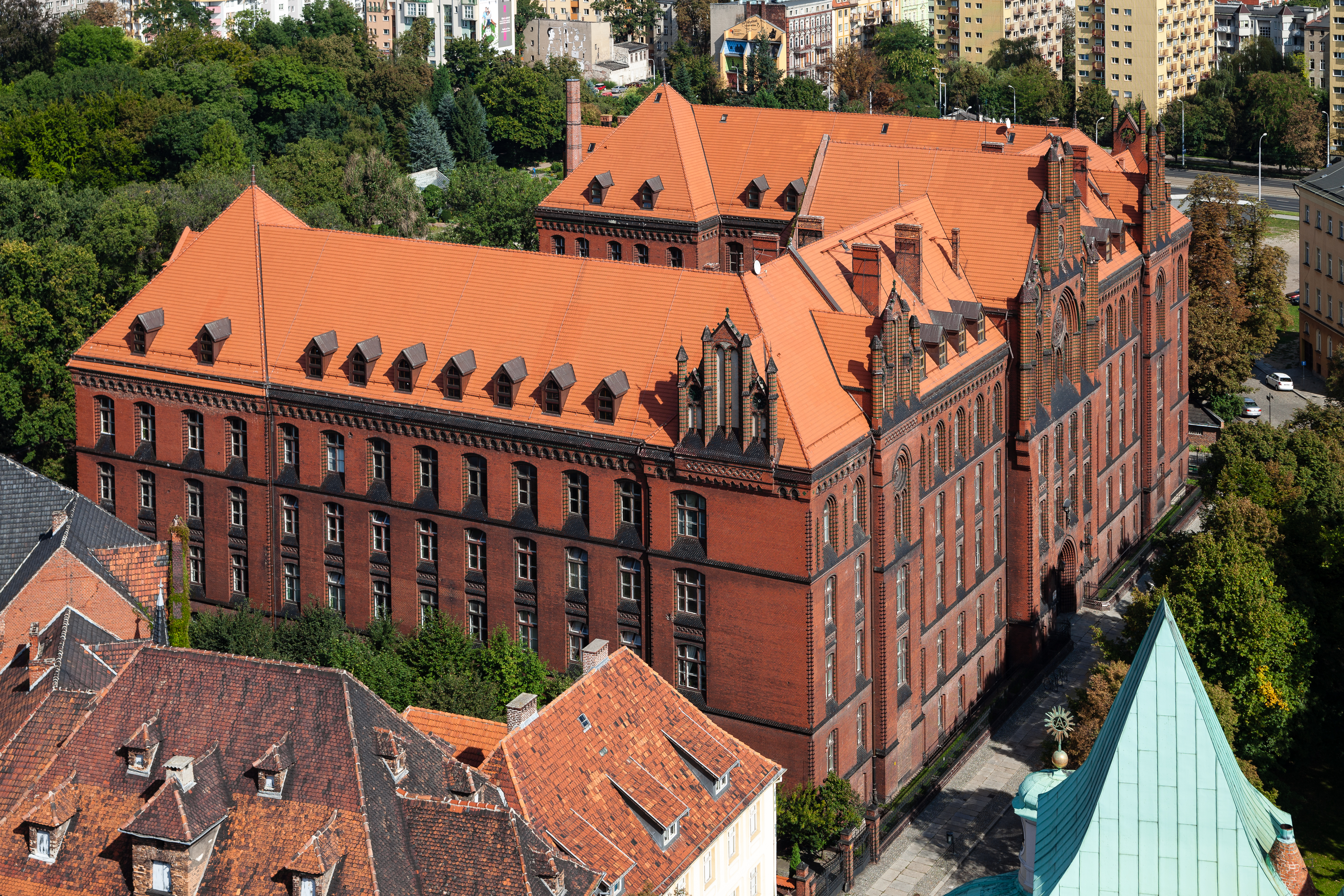
Вроцлавська семінарія, побудована в 1894 році